# Ligne de trolleybus 20 (Liège)
La ligne 20 est une ancienne ligne du trolleybus de Liège qui reliait le centre-ville au quartier de Cointe entre 1930 et 1968.

## Histoire
1930 : mise en service sous l'indice 20 entre la place de la Cathédrale à Liège et la place du batty à Cointe , remplacement du tramway de Cointe à la suite du rachat de la compagnie par les TULE la même année.
1968 : suppression, remplacement par une ligne d'autobus sous le même indice.

### Monographies
- Jean-Géry Godeaux, Les tramways au pays de Liège, t. 3 : Liège aux fils des trolleybus, Groupement belge pour la promotion et l'exploitation touristique du transport ferroviaire (GTF), 2001, 490 p.